# 2 Спорт 2
«2 Спорт 2» — первый российский эфирный телеканал высокой чёткости. Совместный проект ВГТРК и Первого канала. Всемирной сети. Вещал в Москве на 30 ТВК во время Олимпиады в Ванкувере и чемпионата мира по футболу 2010. Телеканал являлся одним из самых непродолжительных по сроку вещания телеканалов в истории российского телевидения. Его общая продолжительность вещания составила всего 54 дня.

## Распространение сигнала
Трансляцию канала вели кабельные операторы «Билайн ТВ», «Стрим ТВ», «Твоё ТВ», «Акадо» и InterZet, а также спутниковые операторы «НТВ-Плюс», «Рикор ТВ» и «Платформа HD».
До весны 2010 года сигнал телеканала можно было принимать в зоне действия передатчика на Останкинской башне в Москве при помощи тюнера, поддерживающего стандарт DVB-T MPEG4 AVC, однако с июня 2010 года эксклюзивные права на вещание в Москве получил кабельный оператор «Акадо».